# アポロ・グローバル・マネジメント
アポロ・グローバル・マネジメント（英語: Apollo Global Management, Inc.、Apollo Management、Apollo）は、米投資銀行ドレクセル・バーナム・ランバートのM&A部門の元幹部が1990年に創業した、米国ニューヨークを本拠とする大手プライベート・エクイティ・ファンド（投資ファンド）。
ニューヨーク本社に加えてオフィスをパーチェス、ロサンゼルス、ヒューストン、ベセスダ、シカゴ、トロント、ロンドン、フランクフルト、ルクセンブルク、マドリッド、香港、上海、東京、シンガポール、ムンバイ及びデリーに設けている。
出資先の成長戦略の支援の一環として、豊富な資金力を用いて企業規模を追求すべく複数の追加買収を実施するのも特徴的。結果として、出資先の成長戦略の実現のため10年程度と長期にわたって支援を継続する傾向がある。また、プライベート・エクイティ投資を主軸とするものの、クレジット投資、不動産投融資、インフラファンド、航空機リース、アセット・ファイナンス、年金保険、生命保険、損害保険など幅広い金融サービスを展開。
2017年6月、単体のプライベート・エクイティ・ファンドとしては世界最大規模となる246億ドルのファンドを組成。2021年9月、運用資産総額は約4810億ドルに達する。

## 日本における主な活動
- 三井住友銀行 - 2025年7月、約15億ドル相当のアジア太平洋地域の正常債権ポートフォリオを取得。[2]
- ソニーミュージックグループ – 2024年7月、ソニーグループ傘下の音楽会社、米ソニーミュージックグループに7億ドル（約1100億円）出資。資金は楽曲が映画やテレビ番組などで使われるたびに使用料を得られる音楽版権の買収に充てるとみられる[3]。
- パナソニック オートモーティブシステムズ – 2023年11月、パナソニックHDは自動車部品を手掛けるパナソニック オートモーティブシステムズの株式の売却に関しアポロと基本合意したと発表[4]取引金額は企業価値3110億円の評価に基づくとみられる[5]。
- 三菱マテリアルのアルミ事業 – 2021年11月、アポロ傘下の昭和アルミニウムが 三菱アルミニウム及びユニバーサル製缶を取得。アルミ事業国内第3位連合となる見通し。譲渡額は負債も含め約600億円[6]。
- 三菱ケミカルのアルミナ繊維事業 - 2021年9月、三菱ケミカルから自動車の排ガスを浄化する触媒コンバーターや製鉄所の炉内断熱材などに使われるアルミナ繊維事業を譲受け。売却額は850億円[7]。
- 昭和アルミニウム - 2021年1月、昭和電工から飲料缶と電子部品に使うアルミニウム事業を譲受け。売却額は500億円以上と見られる[8]。
- ヤフー - 2021年5月、米通信大手ベライゾン・コミュニケーションズからヤフーやAOLを含むネットメディア事業を取得。企業価値は50億ドル（約5450億円）とされる[9]。2021年7月、Zホールディングスに日本の「Yahoo!」商標権を1785億円で売却[10]。
- ジーイー東芝シリコーン - 米ゼネラル・エレクトリックと東芝の合弁シリコーン事業を約570億円で譲受け[11]。同時に米ゼネラル・エレクトリックと独バイエルの合弁石英事業も合わせて譲受し、後に両事業を統合してMomentive Performance Materials社を設立[12]。同社は、後にアポロの既存出資先であった、米ヘクシオン社を含む4社と統合し、117の工場、従業員1万人以上、売上高75億ドルの、世界最大級の特殊化学品メーカーとなる[13]。
- ベルリッツ - ベネッセコーポレーションの語学教育子会社。アポロは同社株式20％と引き換えに1億ドルを出資[14]。
- ソフトバンクグループ – 2021年12月、アポロがソフトバンクグループに約40億ドル（約4600億円）の融資を実行。プライベートクレジット市場でこの種のローンとしては過去最大規模。 ソフトバンク・ビジョン・ファンド２の保有資産が裏付けとなる。同社は2022年3月に融資残高を51億ドル（6200億円）に増加[15]。
- ウェスチングハウス - 東芝の原子力関連子会社。2017年3月、米連邦倒産法第11章を適用した同社に、会社更生手続き中の運転資金として約8億ドルを支援[16]。
- 日本における保険事業 – アポロは合併した米保険大手のアテネ・ホールディングの商品を日本でも展開し、保険事業を通じて日本の退職年金の運用を目指す。低金利が長引く日本で従来の債券に代わる利回りの高い年金向け商品を投入し、資産拡大を目指す[17]。

## 海外における近年の主な投資実績
- インテル - 米半導体大手インテルは、アイルランドにある新工場を所有する合弁事業体の持ち分を110億ドル（約１兆7000億円）で売却することで合意[18]。
- ウエスタンデジタル - フラッシュメモリー製品などを製造する米ウエスタンデジタル（ＷＤ）は転換型優先株の発行を通じて、9億ドル（約1170億円）をアポロが運営するファンド等から調達すると発表[19]。
- テネコ - 自動車部品のテネコを1株20米ドルで買収することで合意。負債を含めた企業価値を約71億米ドル[20]。
- アトラスエア - 貨物航空会社アトラスエアを約52億ドル（約7000億円）で非公開化[21]。
- バローレック - シームレス鋼管大手の仏バローレックの経営難を支援。13億ユーロ相当の債務を株式に変換した上で3億ユーロの増資が実施された[22]。
- エクスペディア - オンライン旅行会社の32億ドルの資金調達を支援[23]。
- エアビーアンドビー - オンライン民泊仲介大手に10億ドルの資金調達を支援[24]。
- クラブコープ - 米ゴルフ・クラブ運営最大手を約11億ドルで譲受[25]。
- ホステス - 米連邦倒産法第11章（日本の民事再生法に相当）の適用を申請して経営破たんした米菓子メーカーを約4億1000万ドルで譲受し、経営再建。同社はスポンジケーキのトゥインキーやホウホウで有名。現在の企業価値は23億ドル（約2320億円）に達している[26]。
- グッドマン - 米住宅用及びライトコマーシャル市場向けのHVAC機器の製造及び販売を手掛ける。後にダイキン工業の傘下となる[27]。